# Harve Tibbott
Harve Tibbott (* 27. Mai 1885 bei Ebensburg, Cambria County, Pennsylvania; † 31. Dezember 1969 ebenda) war ein US-amerikanischer Politiker. Zwischen 1939 und 1949 vertrat er den Bundesstaat Pennsylvania im US-Repräsentantenhaus.

## Werdegang
Harve Tibbott besuchte die öffentlichen Schulen seiner Heimat und studierte danach bis 1906 an der University of Pittsburgh Pharmazie. Danach arbeitete er in Ebensburg als Apotheker. Gleichzeitig schlug er als Mitglied der Republikanischen Partei eine politische Laufbahn ein. Zwischen 1913 und 1915 war er Finanzvorstand der William Penn Highway Association. Von 1932 bis 1935 fungierte er als Kämmerer im Cambria County; in den Jahren 1936 und 1937 gehörte er dem Staatsvorstand seiner Partei an. Er stieg auch in das Bankgewerbe ein und war seit 1938 Präsident der First National Bank of Ebensburg.
Bei den Kongresswahlen des Jahres 1938 wurde Tibbott im 27. Wahlbezirk von Pennsylvania in das US-Repräsentantenhaus in Washington, D.C. gewählt, wo er am 3. Januar 1939 die Nachfolge des Demokraten Joseph Anthony Gray antrat. Nach vier Wiederwahlen konnte er bis zum 3. Januar 1949 fünf Legislaturperioden im Kongress absolvieren. Seit 1945 vertrat er dort als Nachfolger von Louis E. Graham den 26. Distrikt seines Staates. Bis 1941 wurden die letzten New-Deal-Gesetze der Roosevelt-Regierung verabschiedet. Seit 1941 war auch die Arbeit des Kongresses von den Ereignissen des Zweiten Weltkrieges und dessen Folgen geprägt. Tibbott erlebte auch noch den Beginn des Kalten Krieges als Kongressabgeordneter. Im Jahr 1948 wurde er nicht wiedergewählt.
Nach dem Ende seiner Zeit im US-Repräsentantenhaus setzte Harve Tibbott seine Tätigkeit als Präsident der First National Bank of Ebensburg fort. Er starb am 31. Dezember 1969 in Ebensburg, wo er auch beigesetzt wurde.